# Алфонс Олар
Франсоа Виктор Алфонс Олар (на френски: François Victor Alphonse Aulard) е френски историк и общественик.

## Биография
Олар е роден на 19 юли 1849 година в Монброн, Франция. Завършва Екол нормал в Париж в 1877 година. От 1885 до 1922 година е професор по история на Френската революция в Сорбоната. Автор е на множество трудове, свързани с френската история. Застъпва се в защита на множеството български бежанци от Македония.
Алфонс Олар умира на 23 октомври 1928 година в Париж.